# Samuel G. Wright
Samuel Gardiner Wright (* 18. November 1781 in Wrightstown, Burlington County, New Jersey; † 30. Juli 1845 bei Imlaystown, New Jersey) war ein US-amerikanischer Politiker. Im Jahr 1845 vertrat er den Bundesstaat New Jersey im US-Repräsentantenhaus.

## Werdegang
Samuel Wright hat sich sein Schulwissen weitgehend durch Eigenstudium angeeignet. Später arbeitete er in Philadelphia (Pennsylvania) im Handel. Danach stieg er in New Jersey und Delaware in das Eisengeschäft ein. Außerdem bewirtschaftete er eine Farm. Politisch wurde er Mitglied der Whig Party.
Bei den Kongresswahlen des Jahres 1844 wurde Wright im zweiten Wahlbezirk von New Jersey in das US-Repräsentantenhaus in Washington, D.C. gewählt, wo er am 4. März 1845 die Nachfolge von George Sykes antrat. Er konnte sein Mandat aber nicht mehr ausüben, weil er bereits am 30. Juli 1845, noch vor der konstituierenden Sitzung des Kongresses, starb. Bei der fälligen Nachwahl wurde sein Vorgänger Sykes auch zu seinem Nachfolger gewählt.